# Campeonato Femenino Sub-20 de la OFC 2004
El Campeonato Femenino Sub-20 de la OFC 2004 fue la segunda edición del Campeonato Femenino Sub-20 de la OFC. El torneo fue organizado por Papua Nueva Guinea, con partidos jugados entre el 20 y el 24 de abril de 2004.
La selección femenina de fútbol sub-20 de Australia ganó su segundo título después de derrotar a los otros dos competidores ( Papúa Nueva Guinea y las  Islas Salomón).

## Formato
Con la participación de tres equipos, el torneo se jugó un todos contra todos, y cada equipo jugó entre sí una vez. El mejor equipo clasificado para el Copa Mundial Femenina Sub-19 de la FIFA 2004.

## Equipos
Había un tamaño máximo de equipo de 20 jugadores para el torneo.

## Árbitros
- Michael Afu
- Paul Lynch
- Jacqui Melkham

## Partidos
A los equipos se les otorgaron tres puntos por una victoria, un punto por un empate y ningún punto por una derrota.
| Equipo             | PJ | PG | PE | PP | GF | GC | GD  | Pts |
| ------------------ | -- | -- | -- | -- | -- | -- | --- | --- |
| Australia          | 2  | 2  | 0  | 0  | 27 | 1  | +26 | 6   |
| Papúa Nueva Guinea | 2  | 0  | 1  | 1  | 1  | 14 | -13 | 1   |
| Islas Salomón      | 2  | 0  | 1  | 1  | 0  | 13 | -13 | 1   |

| 20 de abril de 2004 | Papúa Nueva Guinea | 0-0 | Islas Salomón | Lloyd Robson Oval, Port Moresby,                         |  |
|                     |                    |     |               | Asistencia: 800 espectadores Árbitro(s): Jacqui Melksham |  |

| 22 de abril de 2004 | Australia | 13-0 | Islas Salomón | Lloyd Robson Oval, Port Moresby,                      |                                                       |
| 15:00               | Kuralay 1', 61' · Khamis 4', 18', 32', 57', 76' · Ledbrook 27' · Tristram 35' · Shipard 38' · Blayney 39', 45+2' · Caatwright 56' |      |               | Asistencia: 1,473 espectadores Árbitro(s): Paul Lynch | Asistencia: 1,473 espectadores Árbitro(s): Paul Lynch |

| 24 de abril de 2004 | Papúa Nueva Guinea | 1-14 | Australia | Lloyd Robson Oval, Port Moresby,                       |                                                        |
| 15:00               | Limbai 69' (pen.)  |      | Blayney 11', 90+5' · Reed 21' · Ledbrook 27', 45', 51' · Hilder 30' · Kuralay 35', 36', 49' · Cartwright 40' · Shipard 43' · Tristram 73', 78' | Asistencia: 4,215 espectadores Árbitro(s): Michael Afu | Asistencia: 4,215 espectadores Árbitro(s): Michael Afu |

## Goleadoras
| Pos | Equipo             | Jugadora         | Goleadora(s) |
| --- | ------------------ | ---------------- | ------------ |
| 1   | Australia          | Leena Khamis     | 5            |
| 1   | Australia          | Selin Kuralay    | 5            |
| 3   | Australia          | Leah Blayney     | 4            |
| 3   | Australia          | Kylie Ledbrook   | 4            |
| 5   | Australia          | Jenna Tristram   | 3            |
| 6   | Australia          | Renee Cartwright | 2            |
| 6   | Australia          | Sally Shipard    | 2            |
| 7   | Australia          | Katie Hilder     | 1            |
| 7   | Australia          | Alannah Reed     | 1            |
| 7   | Papúa Nueva Guinea | Neilen Limbai    | 1            |